# Ходжалар (Драмско)
Вижте пояснителната страница за други значения на Ходжалар.
Ходжалар (на гръцки: Άνυδρο, Анидро, катаревуса Άνυδρον, Анидрон, до 1927 година Κοτζαλάρ, Кодзалар) е бивше село в Република Гърция, разположено на територията на дем Бук (Паранести), област Източна Македония и Тракия.

## География
Селото е разположено в Коджадаг, северно от Нусретли (Никифорос). Състои се от две махали – Горно и Долно Ходжалар (Ано и Като Анидро).

## История
В края на XIX век Ходжалар е турско село в Драмска кааза на Османската империя.
След Междусъюзническата война селото попада в Гърция. След Първата световна война населението на Ходжалар е изселено в Турция по силата на Лозанския договор, а в селото са настанени 30 гръцки бежански семейства. През 1927 година името на селото е сменено на Анидро. Поради лошите условия за живот бежанците напускат селото и то е заличено.
| Година    | 1913 | 1920 | 1928 | 1940 | 1951 | 1961 | 1971 | 1981 | 1991 | 2001 | 2011 | 2021 |
| --------- | ---- | ---- | ---- | ---- | ---- | ---- | ---- | ---- | ---- | ---- | ---- | ---- |
| Население | 230  | 206  | 93   |      |      |      |      |      |      |      |      |      |